# Bolezlauus dux inclitus …
Bolezlauus dux inclitus … (Boleslaw, der berühmte Fürst,) ist das Incipit eines epischen Gedichts, das dem ersten Buch der in mittellateinischer Sprache verfassten Chronik des Gallus Anonymus vorangestellt ist und die wunderbare Empfängnis sowie Geburt von Bolesław III. Schiefmund thematisiert. Somit steht das Gedicht in der Tradition der Mirakelliteratur.

## Form
Wie die zwei anderen Einleitungsgedichte des zweiten und dritten Buches (Nobis astate, nobis hoc opus recitate … und Deo vero laus et honor …)  wird das Gedicht als epilogus, ‚Kurzfassung‘, bezeichnet. Formal besteht es aus 56 Versen in 14 ambrosianischen Hymnenstrophen.

## Inhalt
Die erste Strophe nennt das Thema des Gedichts: die gottgegebene wunderbare Geburt von Bolesław. In der zweiten Strophe wendet sich der Erzähler an die Zuhörer und begründet sein Erzählvorhaben mit dem Wunsch der Zuhörer selbst, mehr über dieses Ereignis zu erfahren („Qualiter istud fuerit, / […] / Possumus vobis dicere, / Si placeat addiscere.“). Dieses literarische Vorgehen geht auf das Exordium sowie auf den Prolog in Epos und Drama zurück.
Die epische Erzählung setzt mit der dritten Strophe ein. Das Herrschaftspaar Władysław I. Herman und Judith von Böhmen können keine Nachkommen zeugen. Daher wird ihnen erklärt, dass sie sich einen Nachfolger beim Heiligen Ägidius erflehen können. Hierfür müssten sie eine Goldstatue in Form eines Kindes an die Abteikirche Saint-Gilles in der Provence schicken. Diese Statue wird mit anderen kostbaren Gaben zu den dortigen Mönchen geschickt, die durch dreitägiges Fasten einen Sohn für das Paar erflehen konnten. Noch bevor die Gesandten nach Polen zurückkehren, ist Judith schwanger und gebiert kurz darauf einen Sohn, dem der Name Bolesław gegeben wird.
Die letzten beiden Verse der letzten Strophe des Gedichts dienen als Überleitung zu dem ersten Buch der Cronica, in dem der Autor sein Vorhaben vorstellt („De cuius gestis scribere / Iam tempus est insistere.“).

## Ausgaben
- Kazimierz Liman (Hrsg.): Antologia poezji łacińskiej w Polsce. Średniowiecze. Wydawnictwo UAM, Posen 2004, S. 243–245.
- Karol Maleczyński (Hrsg.): Galli Anonymi cronicae et gesta ducum sive principum Polonorum (= Monumenta Poloniae Historica. Nova Series. Band II). Polska Akademia Umiejętności, Krakau 1952, S. 4–6.